# Красное дерево (альбом)
«Красное дерево» — первый сольный альбом Михаила Краснодеревщика, выпущенный в 2005 году.
В записи пластинки приняли участие Антон Обвальщик, он же Шило («Кровосток»), Руставели («Многоточие»), Александр Удутый, Вадим Курнулли, Мелочь.

## Мнение автора о пластинке
Я тебе так скажу: весь альбом, это буквально один трек, просто порезанный. Там можно заметить одинаковые по стилистике песни, по читке. Один жизненный трек, цикл..
 — в интервью сайту Rap.ru.

## Список композиций
1. Интро
2. Тоска Краснодеревщика
3. Ебал-Мачи
4. Дрова
5. ГидроГаш при уч. Шило (Кровосток)
6. Ксива
7. Не очень
8. Едем… при уч. Руставели (Многоточие)
9. Пли
10. Кишки при уч. Мелочь
11. Сучка
12. Галда
13. Дрова РМКС
14. Блики при уч. Александр Удутый
15. Марио при уч. Вадим Курнулли

## Участники записи
- Молчание: Чигашков Михаил Дмитриевич
- Аранжировка: Димон (1, 2, 3, 5, 8), КузьмитчЪ (7, 10, 12, 13), АУ (11, 14), Ч. Е. Н. З. А. (6,15), Бурый (4),Тюха(8).
- Лирика и читка: Антон Обвальщик — он же Шило (5), Руставели (8), АУ (14) Вадим Курнулли (15).
- Мастеринг: Димон, Тюха.
- Дизайн: Dots Family Records и Михаил Краснодеревщик.
- Фотки: Руст

## Рецензия
Первый официально изданный альбом Михаила Краснодеревщика - источник драгоценного адреналина практически для всех категорий населения.
 — пишет Дмитрий Вебер в журнале Rolling Stone.
Песни - сплошной энергетический напор, песни - настроение!
Всё это подчёркивается отличным исполнением. Именно благодаря такому исполнению Михаила Краснодеревщика во многом и достигается такой взрывной эффект.
 — пишет Сергей «Sir G» Курбанов (группа «Банги Хэп»).